# Echium judaeum
Echium judaeum är en strävbladig växtart som beskrevs av Charles Carmichael Lacaita. Echium judaeum ingår i släktet snokörter, och familjen strävbladiga växter. Inga underarter finns listade i Catalogue of Life.

## Bildgalleri

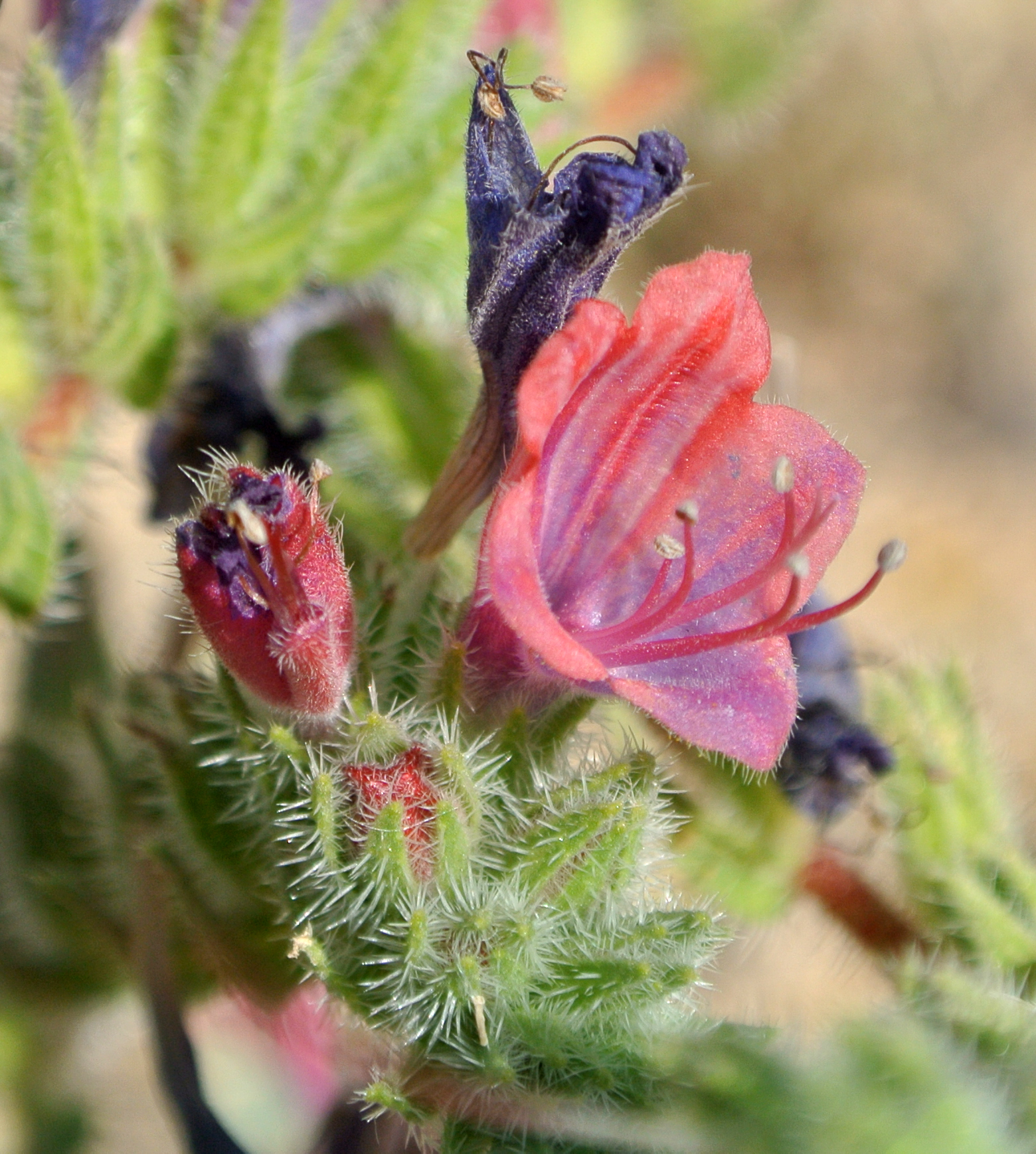
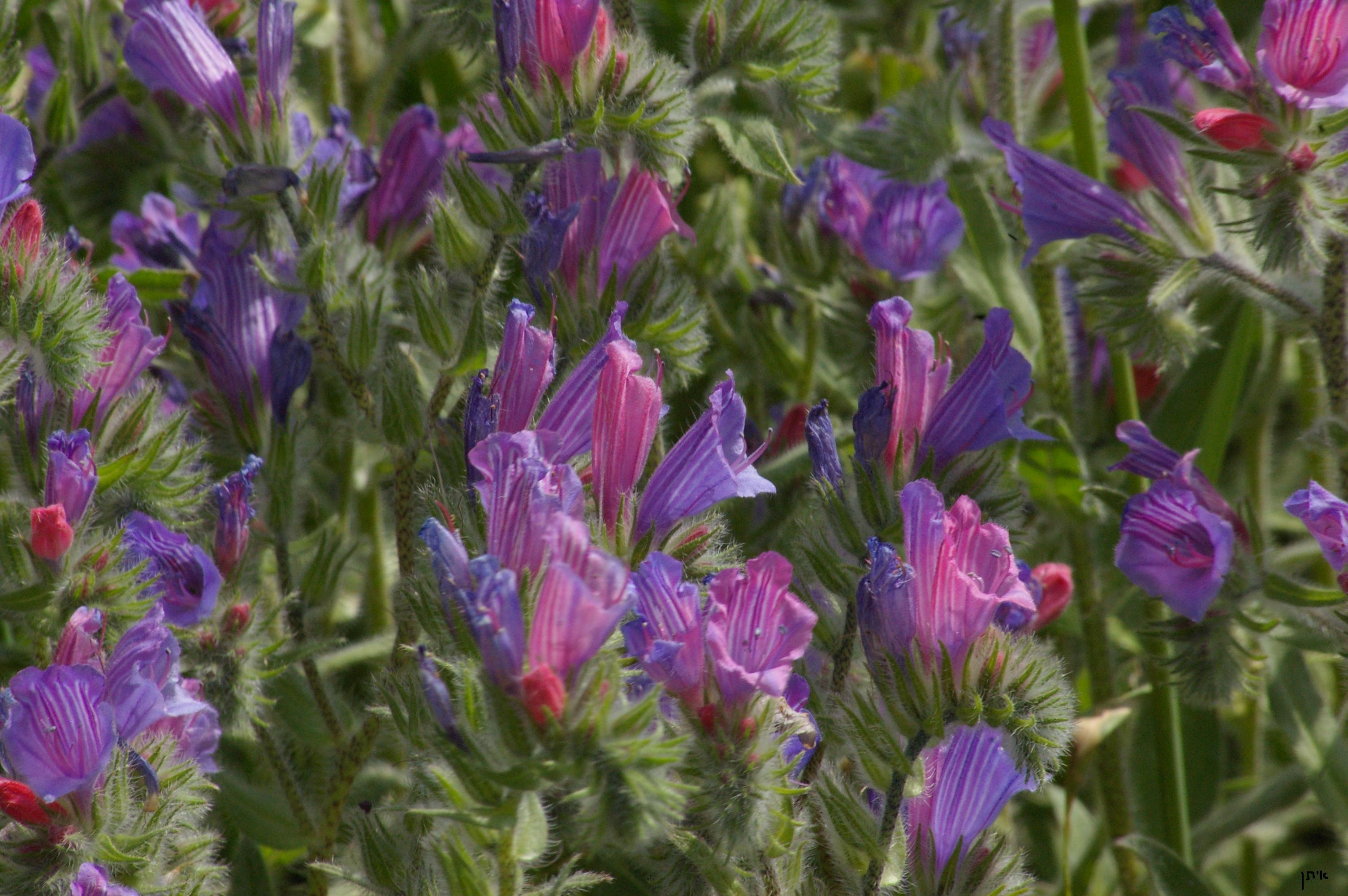
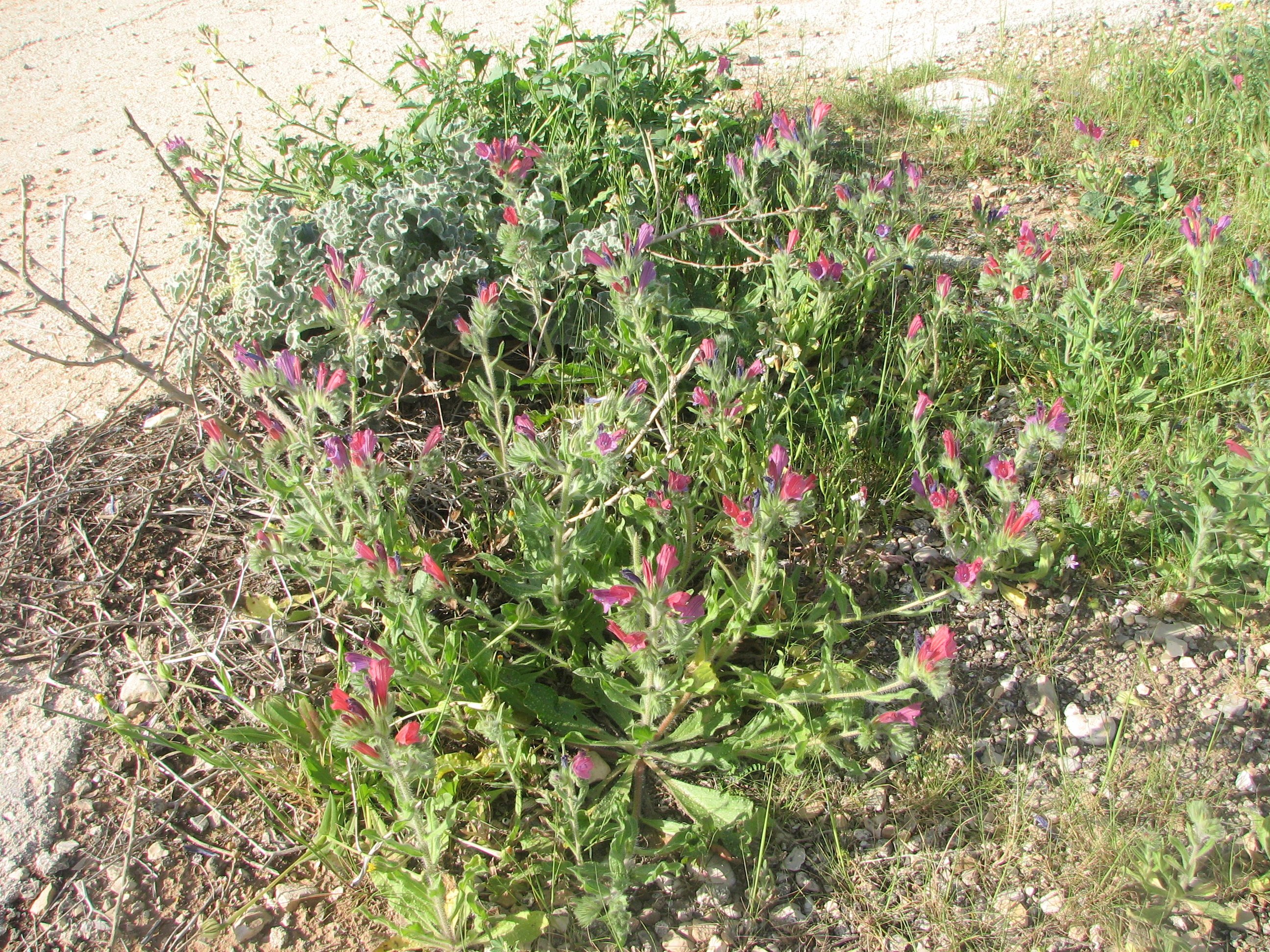
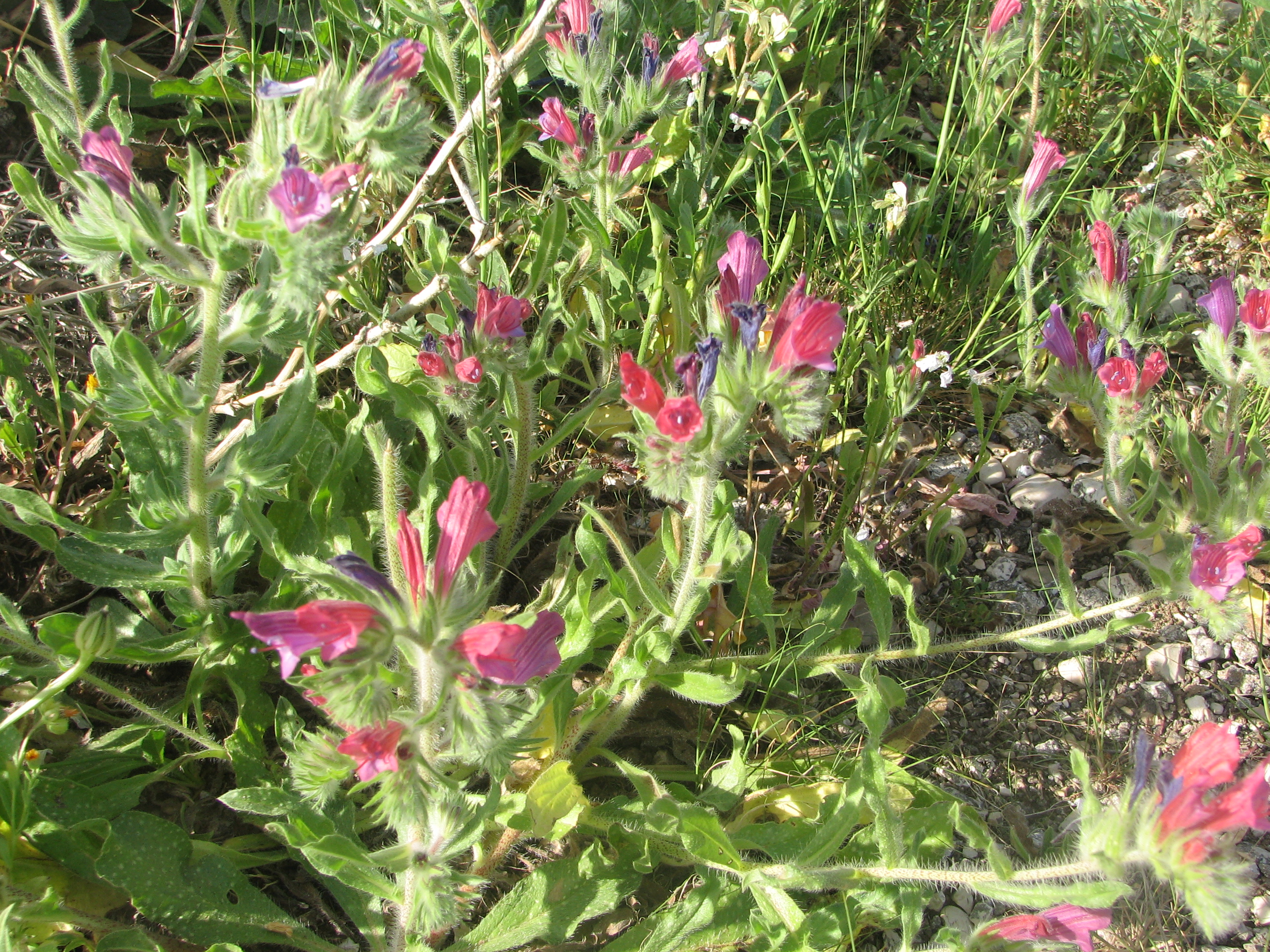
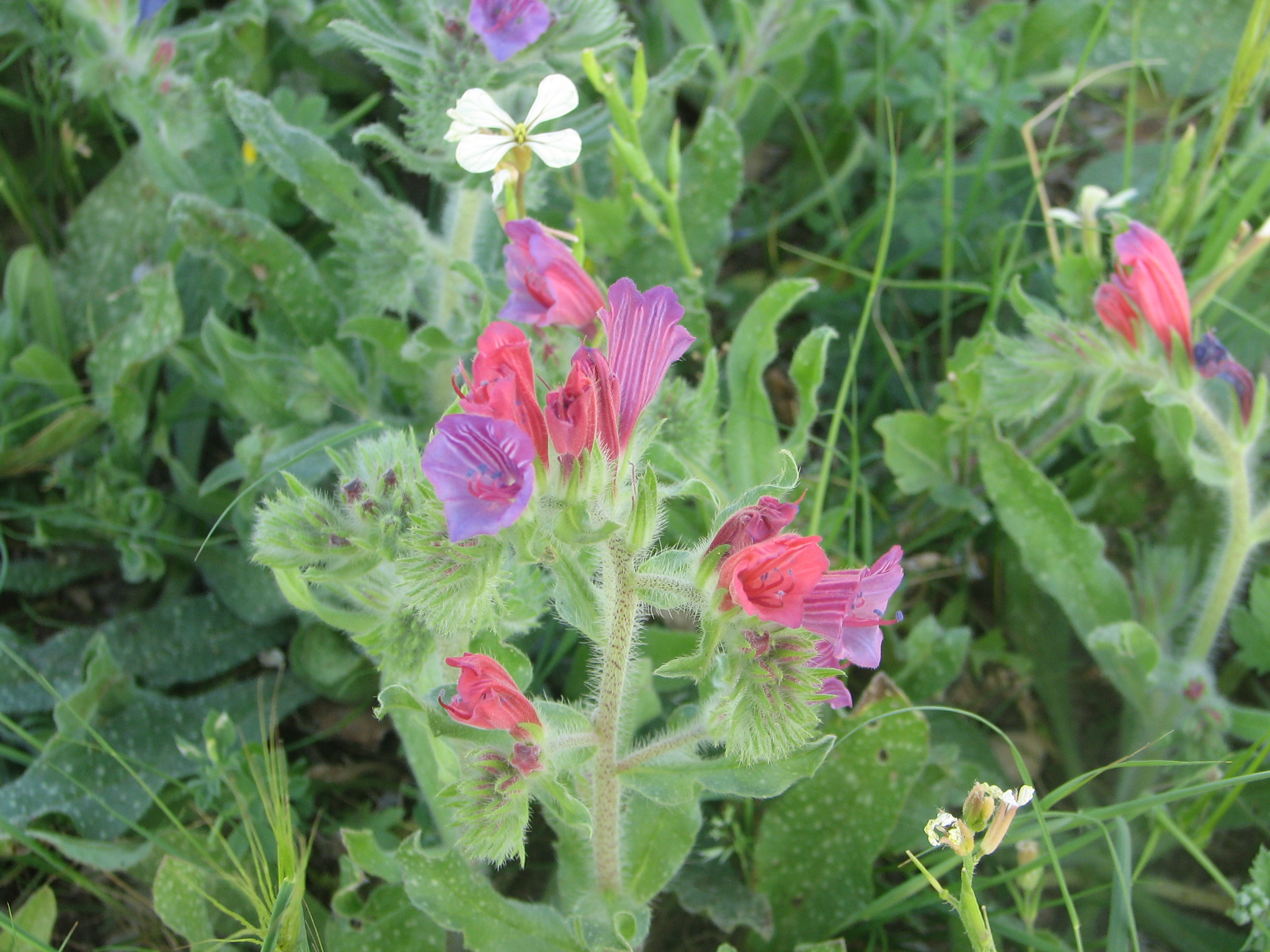
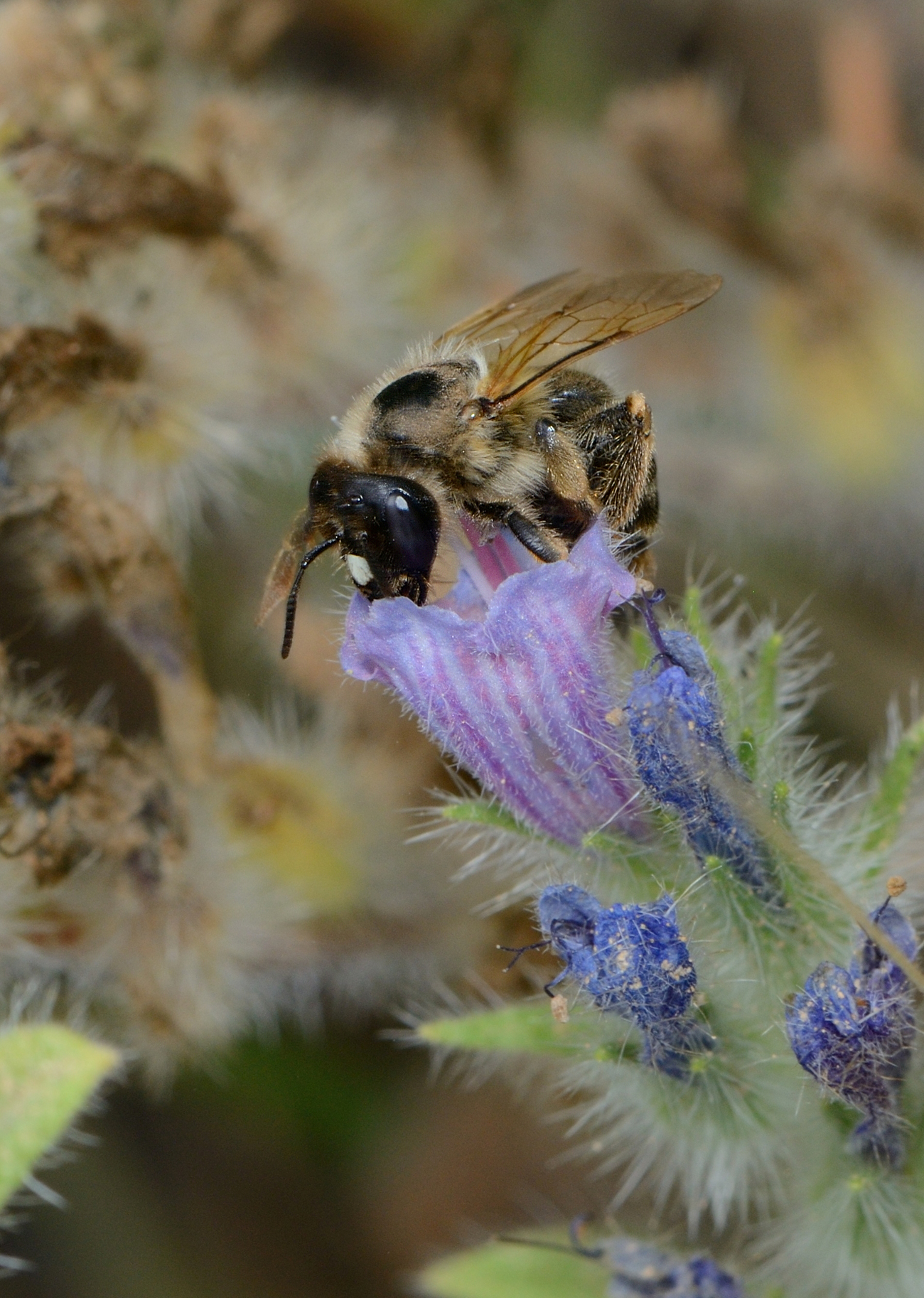